# 第15軍 (ドイツ軍)
第15軍（だい15ぐん、独Deutsche 15. Armee）は第二次世界大戦時のドイツ軍の部隊である。

## 歴史
1941年1月15日、第15軍はクルト・ハーゼンを司令官として設立された。フランスで初任務に就き、その後、連合軍の侵入からチャンネル諸島周辺の海岸の防衛任務を行った。
ノルマンディー上陸作戦後、連合軍によるマーケット・ガーデン作戦の際には防衛に成功したが、スヘルデの戦いではカナダ第1軍に撃破され、またブラックコック作戦（en:Operation Blackcock）ではイギリス第2軍に敗退した。
バルジの戦いに参加した後、ルール川沿いに戦い、1945年、ルール地方で降伏した。

## 司令官
- 1941年1月15日 - 1941年11月30日:クルト・ハーゼ砲兵大将
- 1941年12月1日 - 1943年8月7日:ハインリヒ・フォン・フィーティングホフ装甲兵大将
- 1943年8月8日 - 1944年8月24日:ハンス・フォン・ザルムート歩兵大将
- 1944年8月25日 - 1945年4月18日:グスタフ＝アドルフ・フォン・ツァンゲン（Gustav-Adolf von Zangen）歩兵大将